# Paleoimerologhiti
Con il termine Paleoimerologhiti (dal greco "paleon" e "imerologhion" ossia "vecchio calendario") o vetero-calendaristi si indicano - talora con accento dispregiativo - quei cristiani ortodossi che:
- Non hanno accettato la modifica del tradizionale calendario ecclesiastico giuliano-costantiniano verso una variante del calendario gregoriano definito calendario giuliano rivisto o calendario di Milanković (condizione applicabile alle maggiori chiese ortodosse).
- Ritengono gravemente colpevoli le chiese che hanno accettato la modifica del calendario e perciò ritengono indispensabile costituirsi in chiesa autonoma non solo dalle chiese che hanno accettato il nuovo calendario ma anche dalle chiese che pur mantenendo il vecchio calendario non condannano vigorosamente le chiese neo-calendariste.

L'aggiornamento del calendario giuliano fu promosso agli inizi del XX secolo in Grecia, poi in Romania e altrove dietro le spinte del Patriarca di Costantinopoli Melezio IV Metaxakis. 
Secondo diversi vescovi e molti cristiani ortodossi questa modifica del Calendario sarebbe stata solo la prima del progetto del Metaxakis e foriera di uno sconvolgimento della loro Chiesa. Inoltre la loro opposizione si appoggiava su documenti canonici promulgati in vari periodi della storia della Chiesa. 
Il movimento paleoimerologhita si divise quasi subito in due fazioni:
- i Floriniti, capeggiati dal Metropolita Crisostomo di Florina, di posizioni teologiche moderate a cui seguiva un corrispondente atteggiamento;
- i Matteiti, dal nome del vescovo Matteo Bresteni, che ritenevano che la variazione del calendario aveva privato della grazia dei sacramenti tutte le Chiese che la avevano adottata e quelle che mantenevano comunione canonica con loro.

Su questa questione teologica, nelle chiese ortodosse modernizzanti si sviluppò un ampio dibattito ed i Vecchio-calendaristi si sono trovati divisi in vari Sinodi.
Fino al 2015 il più moderato di questi era il Sinodo della resistenza con sede principale nel monastero di Filì vicino ad Atene, che riteneva che fino alla condanna di un concilio ecumenico o concilio generale di tutta l'ortodossia nessuno ha diritto di affermare che le Chiese che seguono il nuovo Calendario sono private di grazia. Con la dipartita del Metropolita Cipriano il cui carisma aveva fatto sopravvivere, in autocefalia, il Sinodo, questo ha deciso di riunirsi col Sinodo dei Floriniti presieduto dall'Arcivescovo Callinico di Atene e di tutta la Grecia. Riuniti i due Sinodi in uno si è proceduto alla canonizzazione del fondatore il Metropolità Crisostomo già di Florina; questo Sinodo ha in se il Sinodo Episcopale Americano dei Floriniti con sede in Astoria, nonché varie Missioni specie in Africa ed una Diocesi in Italia col titolo di Luni e un esarcato di Italia che ha richiesto la formazione di una Chiesa autonoma in Italia, pur legata alla Chiesa Madre, con tre diocesi riunite in una Metropolia.
Gli altri Sinodi, anche se di derivazione florinita si sono oggi arroccate su posizioni intransigenti e spesso intolleranti. Le Chiese ufficiali li considerano scismatici ma essi, al contrario, si considerano i testimoni dell'autentico cristianesimo ortodosso.
Il Sinodo più presente in Italia, con due diocesi ed un esarcato è quello moderato dei Floriniti, che ivi ha assunto il nome di Chiesa Ortodossa Tradizionale ed ha il suo centro principale nel Monastero di San Serafino di Sarov a San Felice di Pistoia.